# ایست آرکیدیا (کارولینای شمالی)
ایست آرکیدیا (به انگلیسی: East Arcadia) شهری در ایالت کارولینای شمالی کشور ایالات متحده آمریکا است که جمعیت آن در سرشماری سال ۲۰۱۰ میلادی، ۴۸۷ نفر بوده‌است.